# با صورت بر کف بار
با صورت بر کفِ بار (به انگلیسی: The Face on the Bar Room Floor) فیلمی کوتاه و صامت، به نویسندگی و کارگردانی و بازی چارلی چاپلین و تولید سال ۱۹۱۴ است.

## داستان
چارلی در کاباره مست می‌کند و این داستان را تعریف می‌کند: چارلیِ نقاش، وقتی نقاشی مردی را می‌کشد، باعث آشنایی دختر مورد علاقه اش با آن مرد می‌شود و آن دو با هم ازدواج می‌کنند. چندی بعد چارلی آن دو را می‌بیند که چندین بچه به دنیا آورده‌اند.

## بازیگران
- چارلی چاپلین - ولگرد/ هنرمند
- سیسیل آرنولد - خانم مادلین
- فریتز چیدا - مشروب‌خور
- ویویَن اِدواردز - مدل
- چستر کانکلین - مشروب‌خور
- هری مک‌کوی - مشروب‌خور
- هنک من - مشروب‌خور
- والاس مک‌دونالد - مشروب‌خور
- جس دندی